# 嫩江专区
嫩江专区，中华人民共和国黑龙江省已撤销的专区，在今黑龙江省西部。
1954年置，专员公署驻齐齐哈尔市。辖嫩江、龙江、讷河、依安、泰来、甘南、富裕、林甸、景星9县及杜尔伯特旗。
1956年，撤销景星县，并入龙江县；原由省直辖的青冈、安达、克山、克东、拜泉、明水6县划入嫩江专区；杜尔伯特旗改设杜尔伯特蒙古族自治县。专区辖14县、1自治县。
1958年，原属绥化地区的德都、北安2县划入嫩江专区；撤销德都县，并入北安县；齐齐哈尔市由嫩江专区代管。专区辖1市、15县、1自治县。
1960年，齐齐哈尔市改由省直辖；撤销嫩江专区，将嫩江、依安、克东、富裕、克山、泰来、拜泉、龙江、讷河、甘南、林甸11县及杜尔伯特蒙古族自治县划归齐齐哈尔市；安达、青冈、明水3县划归松花江专区；北安县划归黑河专区。
1961年，恢复嫩江专区，专署驻齐齐哈尔市，辖原属齐齐哈尔市的嫩江、克东、克山、拜泉、讷河、林甸、依安、富裕、泰来、龙江、甘南11县和杜尔伯特蒙古族自治县；齐齐哈尔市由嫩江专区代管。专区辖1市、11县、1自治县。
1964年，齐齐哈尔市改由省直辖。
1968年，撤销嫩江专区，改置嫩江地区。